# Caisse nationale des retraites
 (novembre 2019).
Si vous disposez d'ouvrages ou d'articles de référence ou si vous connaissez des sites web de qualité traitant du thème abordé ici, merci de compléter l'article en donnant les références utiles à sa vérifiabilité et en les liant à la section « Notes et références ».
Pour les articles homonymes, voir CNR.
La Caisse nationale  des retraites (CNR), est un organisme algérien qui gère la retraite des salariés. Il a le statut d'établissement public à caractère administratif.

## Historique
La CNR est créée par un décret exécutif n°  no 85/223 du 20 août 1985, portant sur la création d'un régime national unique de retraite et la fusion de sept caisses, la CAAV (régime général), la CGR (fonctionnaires), la CNMA (régime agricole), la CSSM (secteur des mines), la CAVNOS (non-salariés), l'EPSGM (gens de mer), la CAPAS (Sonelgaz) et la CRP (SNTF).